# Martin Elmiger

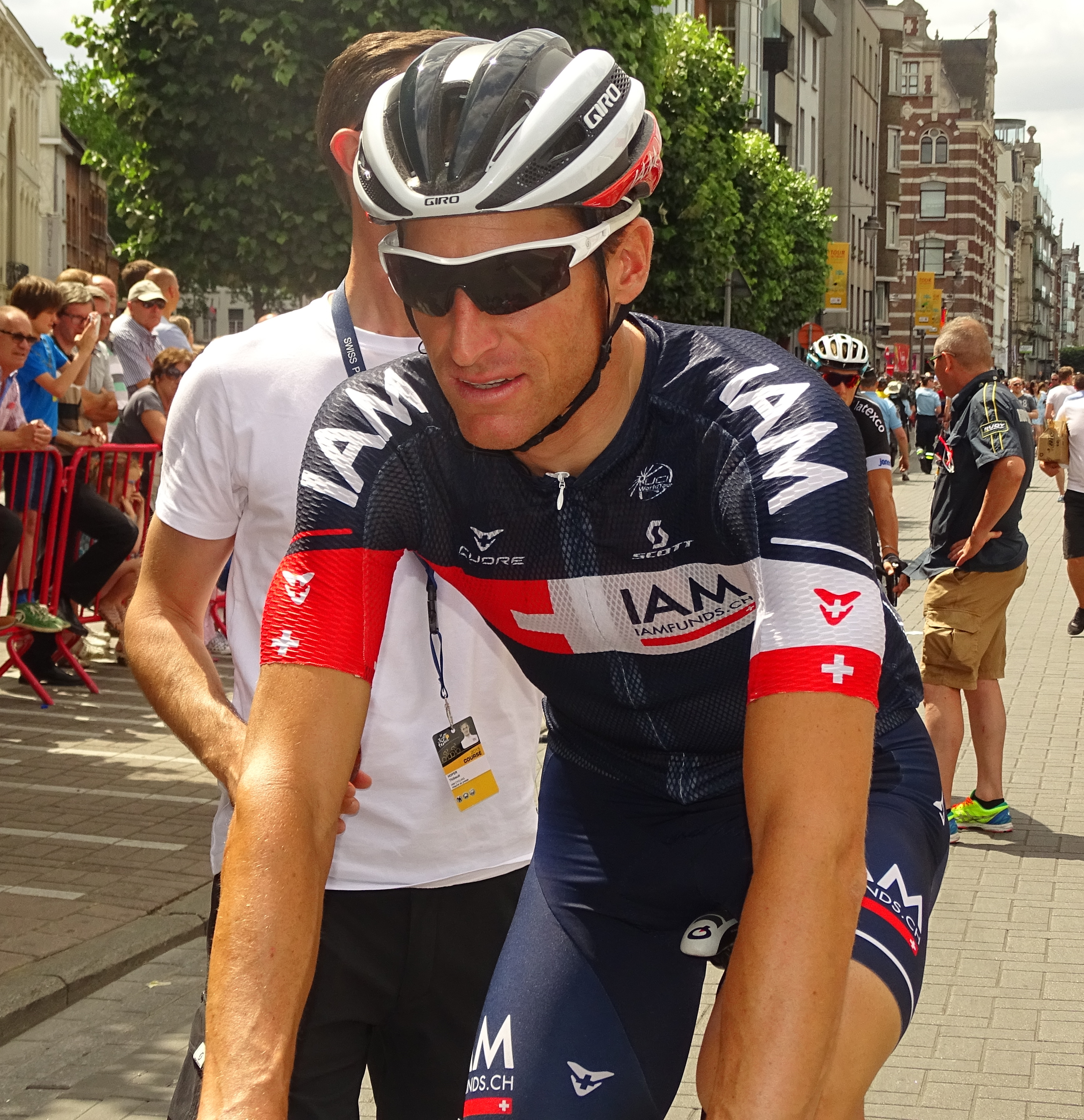
Elmiger bei der Tour de France 2015

Martin Elmiger (* 23. September 1978 in Hagendorn) ist ein ehemaliger Schweizer Radrennfahrer und viermaliger Schweizer Meister. Er gilt als Allrounder mit Sprintqualitäten und guter Helfer.

## Karriere
Elmiger begann im Jahr 1992 bei seinem Heimatverein RMV Cham-Hagendorn mit dem Radsport. Nachdem er bei den Strassenweltmeisterschaften 2000 den elften Platz im Strassenrennen der U23 belegt hatte, wurde er 2001 Profi beim Post Swiss Team. Einen ersten grossen Sieg erreichte Elmiger 2001 mit dem Gewinn der Schweizer Meisterschaften.
Nach der Auflösung des Post Swiss Teams unterschrieb Elmiger 2002 beim späteren UCI ProTeam Phonak Hearing Systems und erzielte beim Circuito de Getxo seinen ersten internationalen Erfolg. In der Saison 2003 gewann Elmiger in seiner Heimat beim GP Kanton Aargau in Gippingen und wurde 13. im Eliterennen der Weltmeisterschaften 2002. Im Jahr 2004 stand mit der Tour de France auch seine erste Grand Tour auf dem Programm, die er als 108. beendete. Danach nahm er für sein Land an den Olympischen Sommerspielen teil.
Nachdem sich das Phonak-Team aufgelöst hatte, wechselte Elminger 2007 zur französischen Equipe Ag2r La Mondiale. Bei seinem ersten Einsatz für den neuen Arbeitgeber konnte er einen der grössten Erfolge seiner Laufbahn mit dem Gewinn der Tour Down Under in Australien feiern – nur drei Sekunden vor dem Zweitplatzierten Karl Menzies. Im September gewann er den Grand Prix d’Isbergues. Bei der anschliessenden Strassenweltmeisterschaft wurde er Zehnter. Ein weiterer grösserer Erfolg gelang ihm 2010 mit dem Gesamtsieg bei den Vier Tagen von Dünkirchen. Massgeblich hierfür war der Solosieg auf dem vierten Tagesabschnitt. Bei den Schweizer Meisterschaften holte er Bronze im Zeitfahren und seinen dritten Meistertitel im Strassenrennen.
2013 wechselte er zur Schweizer Mannschaft IAM Cycling und gewann im selben Jahr seinen vierten nationalen Titel im Strassenrennen. Nach vier Jahren bei IAM wechselte er für ein Jahr zum BMC Cycling mit dem Ziel, an der Tour de Suisse 2017 teilzunehmen, deren Startwochenende von seinem Heimatverein RMV Cham-Hagendorn organisiert wurde und bei der ein Etappenrundkurs durch seinen Wohnort führte. Auf derselben Strecke hatte er als Elfjähriger sein erstes Rennen bestritten. Neben Albert Zweifel ist er der Radsportler mit den meisten Teilnahmen (16) an der Tour de Suisse. Zum Ende der Saison 2017 beendete er seine aktive Radsportlaufbahn.

## Erfolge
1995
- Waadtlandrundfahrt

2000
- Stausee-Rundfahrt Klingnau

2001
- Schweizer Meister – Strassenrennen

2002
- Circuito de Getxo

2003
- GP Kanton Aargau

2004
- zwei Etappen Tour du Poitou-Charentes

2005
- Mannschaftszeitfahren Katalonien-Rundfahrt
- Schweizer Meister – Strassenrennen

2007
- Gesamtwertung Tour Down Under
- Grand Prix d’Isbergues

2008
- eine Etappe Tour de Picardie

2010
- Gesamtwertung und eine Etappe 4 Tage von Dünkirchen
- Schweizer Meister – Strassenrennen
- Grand Prix de la Somme

2013
- Gesamtwertung und eine Etappe Tour du Limousin

2014
- Schweizer Meister – Strassenrennen

2016
- Bester Schweizer Tour de Suisse

## Grand Tour-Gesamtwertung
| Grand Tour            | 2004 | 2005 | 2006 | 2007 | 2008 | 2009 | 2010 | 2011 | 2012 | 2013 | 2014 | 2015 | 2016 | 2017 |
| --------------------- | ---- | ---- | ---- | ---- | ---- | ---- | ---- | ---- | ---- | ---- | ---- | ---- | ---- | ---- |
| Giro d’ItaliaGiro     | –    | –    | 80   | –    | –    | –    | –    | –    | –    | –    | –    | –    | –    | –    |
| Tour de FranceTour    | 108  | –    | –    | 74   | 71   | –    | 75   | –    | –    | –    | 75   | 100  | 64   | –    |
| Vuelta a EspañaVuelta | –    | 86   | –    | –    | –    | –    | –    | –    | –    | –    | –    | –    | –    | –    |

## Berufliches
Martin Elmiger hat eine Ausbildung als Tiefbauzeichner abgeschlossen.